# Hans Jennes
Hans Jennes (* 10. Dezember 1910 in Düsseldorf; † 30. September 1990) war ein deutscher kommunistischer Widerstandskämpfer gegen den Nationalsozialismus, Politiker und Landtagsabgeordneter der Kommunistischen Partei Deutschlands.

## Leben und Beruf
Johann Jennes war ein Sohn des Arbeiters Wilhelm Jennes und der Emma Kilius. Nach dem Schulbesuch absolvierte er eine Schlosserlehre und war als Maschinenschlosser tätig. 1923 trat er in den Metallarbeiterverband und in den Kommunistischen Jugendverband (KJVD) ein. 1930 wurde er Mitglied der KPD. Ab 1932 war er Bezirksleiter des Kommunistischen Jugendverbandes und wurde in das Zentralkomitee des KJVD gewählt. Nach illegaler politischer Arbeit ab 1933 emigrierte er bis 1940. Vom Volksgerichtshof wurde Jennes zu vier Jahren Zuchthaus wegen Vorbereitung zum Hochverrat verurteilt. Er war seit 1977 als Generalsekretär aktiv in der Vereinigung der Verfolgten des Naziregimes – Bund der Antifaschistinnen und Antifaschisten (VVN) und wurde 1979 auf dem Bundeskongress der VVN-Bund der Antifaschisten in das Präsidium der Organisation gewählt. Mitglied der Gewerkschaft Handel, Banken und Versicherungen.

## Politik
Vom 5. Juli 1950 bis zum 2. Mai 1951 war er Mitglied des Landtags des Landes Nordrhein-Westfalen. Jennes wurde über die Landesliste seiner Partei gewählt und schied während der Wahlperiode am 2. Mai 1951 aus.

## Veröffentlichungen
- Hans Jennes (Hrsg.) Antifaschistische Perspektiven – Wohin steuert die Bundesrepublik? – Dokumentation des Bundeskongreß 1979, Röderberg-Verlag, Frankfurt am Main 1979, ISBN 3-87682-718-3